# アジアラグビーチャンピオンシップ
アジアラグビー・チャンピオンシップ（Asia Rugby Championship）は、アジアラグビー加盟国により毎年開催されるラグビーユニオンの国際大会である。エミレーツ航空が冠スポンサーとなり「Asia Rugby Emirates Men's Championship」ともいう。
1969年からアジアラグビーフットボール大会（Asian Rugby Football Tournament）として開催され、2008年から2014年までアジア5カ国対抗（Asian Five Nations）として開催されていた。

## 概要

### 2024年
2024年大会は、以下2つのディビジョンに分けて行われた。
- Asia Rugby Men’s Championship - 上位4チーム（香港、韓国、マレーシア、UAE）[1]
- Asia Rugby Men’s Division 1 - 下位4チーム（インド、スリランカ、カタール、カザフスタン）[2]

### 2025年
2025年大会は、下位ディビジョン開催が無くなり、全5チームが参加。まず「マレーシア対スリランカ」でプレーオフ（予選）を行い、その勝者・韓国・アラブ首長国連邦・香港による本大会「Asia Rugby Emirates Men's Championship」の実施となった。優勝チームには、ラグビーワールドカップ2027（オーストラリア大会）への出場権が与えられる。

### 日本
日本代表は、最多の25回優勝を記録しているが、2017年大会を最後に参加していない。以後、同時期（6月）に日本はヨーロッパ強豪6か国からの遠征チームとの対戦を日本国内で行うようになった。

## 沿革

### アジアラグビーフットボール大会
1968年12月、日本、韓国、台湾、香港、マレーシア、シンガポール、スリランカ、タイの8か国により、アジアラグビーフットボール協会（ARFU）が設立。その際に、アジア大会の開催が決定された。
1969年3月、第1回アジアラグビーフットボール大会（Asian Rugby Championship、ARC）を、日本（秩父宮ラグビー場）で開催した。翌1970年に第2回大会を香港で開催し、以後は隔年で各国持ち回り開催することを決めた。
参加国の増加にともない、1998年（第16回）から2つのディビジョンに分けて開催された。
この大会とは別に、2003年から、毎年開催の「ARFUアジアラグビーシリーズ（ARFU Asian Rugby Series）」が始まる。

### アジア5カ国対抗
2008年、隔年開催のアジアラグビーフットボール大会と、毎年開催の「ARFUアジアラグビーシリーズ」とを統合して、アジア5カ国対抗（Asian Five Nations）が創設され、毎年開催される。アジア5カ国対抗ではホーム・アウエー方式となり、大会開催地は設けられない。

### アジアラグビーチャンピオンシップ
2015年6月、アジアラグビーフットボール協会がアジアラグビーに改称。前年までのアジア5カ国対抗を改編し、アジアラグビーチャンピオンシップ（Asian Rugby Championship、ARC）を発足した。2015年大会は、アジアラグビーに加盟していた31協会から22か国が参加し、5つのディビジョンに分かれて競われた。
2018年大会のトップ3は、ラグビーワールドカップ2019（日本大会）のアジア地区予選を兼ねて行われるため、すでに出場権を持つ日本を除く上位3か国が出場した。
2019年大会のトップ3は、日本はワールドカップに備えてパシフィック・ネイションズカップに出場したため、日本を除く上位3か国が出場した。
2020年・2021年は、新型コロナウイルス感染症の世界的流行のため開催しなかった。
その後のディビジョン数は、開催年・参加国数によって増減があり、2024年大会では2つのディビジョンに分け、8か国が参加した。2025年大会では下位ディビジョンが無くなり、「マレーシア対スリランカ」の勝者と、韓国、アラブ首長国連邦、香港による、4チーム参加となった。

## ディビジョン分け

### 1998年大会
アジアラグビーフットボール大会（ARFU Asian Rugby Championship）において、前回大会（1996年大会）までは7～8チームが参加していた。1998年大会から、4チームずつ、以下のように2つのディビジョンに分けて行った。
- ディビジョン1（Division 1）- 上位4チーム（日本、韓国、香港、台湾）
- ディビジョン2（Division 2）- 上位4チーム（シンガポール、スリランカ、タイ、マレーシア）

2004年大会からは、「ディビジョン3」が加わった。

### 2008年大会
アジア5カ国対抗（Asian Five Nations）としての第1回目は、以下のように6つにディビジョン分けされた。
- アジア5カ国対抗（Asian Five Nations）- 上位5か国
- ディビジョン1（Division 1）- 6位～9位
- ディビジョン2（Division 2）- 10位～13位
- 太平洋アジア・リージョナル・ディビジョン（Pacific-Asia Regional Division）- 14位以下の3チーム
- 中央アジア・リージョナル・ディビジョン（Central Asia Regional Division）- 14位以下の3チーム
- 東南アジア・リージョナル・ディビジョン（South-East Asia Regional Division）- 14位以下の3チーム

### 2015年大会
アジアラグビーチャンピオンシップ（Asian Rugby Championship、ARC）として第1回目。前年2014年アジア5カ国対抗の成績をもとに、以下のように7つのディビジョンに分けて行われた。
- トップ3（Top 3）- 上位3か国（日本、香港、韓国）[10]。後に「トライ・ネイションズ（Tri Nations）」とも呼ばれる。
- ディビジョン1（Division 1）- 4位～7位の4か国（スリランカ、フィリピン、カザフスタン、シンガポール）[11]
- ディビジョン2（Division 2）- 8位～11位の4か国（マレーシア、UAE、台湾、タイ）[12]
- ディビジョン3 イースト（Division 3 East）- 12位以下。（グラム、中国、インドネシア）[13][14]、
- ディビジョン3 ウエスト（Division 3 West）- 12位以下。（レバノン、イラン、ヨルダン）[15]、
- ディビジョン3 サウスセントラル（Division 3 South Central）- 12位以下。（インド、ウズベキスタン、パキスタン）[16]
- ディビジョン4（Division 4）- 8か国：試合を行わないグループ（アフガニスタン、ブルネイ、カンボジア、キルギスタン、ラオス、マカオ、モンゴル、ネパール）

【入替戦】トップ3最下位とDIVISION 1優勝との対戦。【自動入替】ディビジョン1最下位とディビジョン2優勝とが自動入れ替えとなる。

### 2024年大会
ARC2024年大会の参加国は8チーム。以下のように2つのディビジョンに分けて行われた。上位は、3チームから4チームに増やされた。
- Asia Rugby Championship - 上位4か国（香港、UAE、韓国、マレーシア）。
- Asia Rugby Championship Division 1 - 下位4か国（スリランカ、カザフスタン、カタール、インド）。当初はディビジョン１と2とに分かれる予定だったが、参加チームが減り、ディビジョン1だけに統合された[18]。

### 2025年大会
出典：
アラブ首長国連邦のエミレーツ航空（Emirates）が大会スポンサーとなる。
- 大会の前、2025年4月19日にプレーオフを実施。前年の上位ディビジョン最下位マレーシアと、前年下位ディビジョン1位のスリランカによる予選を1試合を行う。→スリランカが勝利。
- 下位ディビジョンは無くなった。

- 「Asia Rugby Emirates Men's Championship」- 4か国（韓国、アラブ首長国連邦、香港、4月プレーオフ勝者スリランカ）。2025年6月13日-7月5日に各国で実施。優勝チームには、ワールドカップ2027（オーストラリア大会）の出場権が与えられる[3]。

## 歴代記録
各回の優勝チームなどの履歴は、後述の「上位リーグ」「下位リーグ」を参照。

### 全期間成績
最上位ディビジョンでの、優勝・準優勝・3位の獲得数。1969年大会から2025年大会まで。
| 順位               | 国/地域              | 金 | 銀 | 銅 | 計  |
| ------------------ | -------------------- | -- | -- | -- | --- |
| 1                  | 日本                 | 25 | 5  | 0  | 30  |
| 2                  | 香港                 | 6  | 8  | 15 | 29  |
| 3                  | 韓国                 | 5  | 17 | 9  | 31  |
| 4                  | アラブ首長国連邦     | 0  | 2  | 1  | 3   |
| 5                  | カザフスタン         | 0  | 2  | 0  | 2   |
| 6                  | タイ                 | 0  | 1  | 3  | 4   |
| 7                  | スリランカ           | 0  | 1  | 0  | 1   |
| 8                  | マレーシア           | 0  | 0  | 4  | 4   |
| 9                  | チャイニーズタイペイ | 0  | 0  | 3  | 3   |
| 10                 | シンガポール         | 0  | 0  | 1  | 1   |
| 計 (国/地域数: 10) | 計 (国/地域数: 10)   | 36 | 36 | 36 | 108 |

## 上位リーグ

### アジアラグビーチャンピオンシップ
最上位ディビジョンでの順位（上位4チームまで）。下位ディビジョンの順位は、後述「ディビジョントーナメント」を参照。
| アジアラグビーフットボール大会               |        |              |        |      |                  |                      |                      |        |
| 通算回数                                     | 開催年 | 開催地       | 参加数 | 優勝 | 準優勝           | 3位                  | 4位                  | 備考   |
| 1                                            | 1969   | 日本         | 5      | 日本 | 韓国             | 香港                 | タイ                 |        |
| 2                                            | 1970   | タイ         | 7      | 日本 | タイ             | 香港                 | シンガポール         |        |
| 3                                            | 1972   | 香港         | 7      | 日本 | 香港             | タイ                 | シンガポール         |        |
| 4                                            | 1974   | スリランカ   | 8      | 日本 | スリランカ       | 韓国                 | マレーシア           |        |
| 5                                            | 1976   | 日本         | 8      | 日本 | 韓国             | チャイニーズタイペイ | タイ                 |        |
| 6                                            | 1978   | マレーシア   | 7      | 日本 | 韓国             | シンガポール         | タイ                 |        |
| 7                                            | 1980   | 台湾         | 8      | 日本 | 韓国             | 香港                 | チャイニーズタイペイ |        |
| 8                                            | 1982   | シンガポール | 8      | 韓国 | 日本             | 香港                 | マレーシア           |        |
| 9                                            | 1984   | 日本         | 8      | 日本 | 韓国             | チャイニーズタイペイ | タイ                 |        |
| 10                                           | 1986   | タイ         | 8      | 韓国 | 日本             | タイ                 | チャイニーズタイペイ |        |
| 11                                           | 1988   | 香港         | 8      | 韓国 | 日本             | 香港                 | チャイニーズタイペイ |        |
| 12                                           | 1990   | スリランカ   | 8      | 韓国 | 日本             | 香港                 | タイ                 |        |
| 13                                           | 1992   | 韓国         | 8      | 日本 | 香港             | 韓国                 | タイ                 |        |
| 14                                           | 1994   | マレーシア   | 8      | 日本 | 韓国             | 香港                 | チャイニーズタイペイ |        |
| 15                                           | 1996   | 台湾         | 7      | 日本 | 韓国             | 香港                 | チャイニーズタイペイ |        |
| アジアラグビーフットボール大会 ディビジョン1 |        |              |        |      |                  |                      |                      |        |
| 通算回数                                     | 開催年 | 開催地       | 参加数 | 優勝 | 準優勝           | 3位                  | 4位                  | 備考   |
| 16                                           | 1998   | シンガポール | 4      | 日本 | 韓国             | 香港                 | チャイニーズタイペイ |        |
| 17                                           | 2000   | 日本         | 4      | 日本 | 韓国             | チャイニーズタイペイ | 香港                 |        |
| 18                                           | 2002   | タイ         | 4      | 韓国 | 日本             | 香港                 | チャイニーズタイペイ |        |
| 19                                           | 2004   | 香港         | 4      | 日本 | 韓国             | 香港                 | チャイニーズタイペイ |        |
| 20                                           | 2006   | 香港         | 3      | 日本 | 韓国             | 香港                 | N/A                  |        |
| アジア5カ国対抗                              |        |              |        |      |                  |                      |                      |        |
| 通算回数                                     | 開催年 | 開催地       | 参加数 | 優勝 | 準優勝           | 3位                  | 4位                  | 備考   |
| 21                                           | 2008   | 参加国各地   | 5      | 日本 | 韓国             | 香港                 | カザフスタン         |        |
| 22                                           | 2009   | 参加国各地   | 5      | 日本 | カザフスタン     | 韓国                 | 香港                 |        |
| 23                                           | 2010   | 参加国各地   | 5      | 日本 | カザフスタン     | 香港                 | アラビアンガルフ     |        |
| 24                                           | 2011   | 参加国各地   | 5      | 日本 | 香港             | アラブ首長国連邦     | カザフスタン         |        |
| 25                                           | 2012   | 参加国各地   | 5      | 日本 | 韓国             | 香港                 | アラブ首長国連邦     |        |
| 26                                           | 2013   | 参加国各地   | 5      | 日本 | 韓国             | 香港                 | フィリピン           |        |
| 27                                           | 2014   | 参加国各地   | 5      | 日本 | 香港             | 韓国                 | フィリピン           |        |
| アジアラグビーチャンピオンシップ             |        |              |        |      |                  |                      |                      |        |
| 通算回数                                     | 開催年 | 開催地       | 参加数 | 優勝 | 準優勝           | 3位                  | 4位                  | 備考   |
| 28                                           | 2015   | 参加国各地   | 3      | 日本 | 香港             | † 韓国               | N/A                  | [ 26 ] |
| 29                                           | 2016   | 参加国各地   | 3      | 日本 | 香港             | † 韓国               | N/A                  | [ 27 ] |
| 30                                           | 2017   | 参加国各地   | 3      | 日本 | 香港             | † 韓国               | N/A                  | [ 28 ] |
| 31                                           | 2018   | 参加国各地   | 3      | 香港 | 韓国             | † マレーシア         | N/A                  | [ 29 ] |
| 32                                           | 2019   | 参加国各地   | 3      | 香港 | 韓国             | † マレーシア         | N/A                  | [ 30 ] |
| 33                                           | 2022   | 韓国         | 3      | 香港 | 韓国             | † マレーシア         | N/A                  | [ 31 ] |
| 34                                           | 2023   | 参加国各地   | 3      | 香港 | 韓国             | † マレーシア         | N/A                  | [ 32 ] |
| 35                                           | 2024   | 参加国各地   | 4      | 香港 | アラブ首長国連邦 | 韓国                 | マレーシア           | [ 33 ] |
| 36                                           | 2025   | 参加国各地   | 4      | 香港 | アラブ首長国連邦 | 韓国                 | スリランカ           | [ 34 ] |

ノート:

## 下位リーグ

### ディビジョントーナメント
1998年大会から、下位ディビジョン（ディビジョントーナメント）が設けられた。ここではその順位（最大4位まで）を掲載する。
| アジアラグビーフットボール大会・ディビジョントーナメント   |                                |                                   |                                                              |                                                              |                                                              |                                                              |                                                              |      |
| 開催年                                                     | 開催地                         | ディビジョン                      | 参加数                                                       | 優勝                                                         | 準優勝                                                       | 3位                                                          | 4位                                                          | 備考 |
| 1998                                                       | シンガポール                   | ディビジョン2                     | 6                                                            | シンガポール                                                 | スリランカ                                                   | タイ                                                         | マレーシア                                                   |      |
| 2000                                                       | 日本                           | ディビジョン2                     | 4                                                            | シンガポール                                                 | 中華人民共和国                                               | スリランカ                                                   | タイ                                                         |      |
| 2002                                                       | タイ                           | ディビジョン2                     | 7                                                            | タイ                                                         | アラビアンガルフ                                             | シンガポール                                                 | カザフスタン                                                 |      |
| 2004                                                       | 香港                           | ディビジョン2                     | 4                                                            | シンガポール                                                 | タイ                                                         | カザフスタン                                                 | アラビアンガルフ                                             |      |
| 2004                                                       | 香港                           | ディビジョン3                     | 4                                                            | 中華人民共和国                                               | スリランカ                                                   | インド                                                       | パキスタン                                                   |      |
| 2007                                                       | スリランカ                     | ディビジョン2                     | 6                                                            | カザフスタン                                                 | スリランカ                                                   | 中華人民共和国                                               | チャイニーズタイペイ                                         |      |
| 2007                                                       | スリランカ                     | ディビジョン3                     | 3                                                            | イラン                                                       | インド                                                       | パキスタン                                                   | N/A                                                          |      |
| アジア5カ国対抗・ディビジョントーナメント                  |                                |                                   |                                                              |                                                              |                                                              |                                                              |                                                              |      |
| 開催年                                                     | 開催地                         | ディビジョン                      | 参加数                                                       | 優勝                                                         | 準優勝                                                       | 3位                                                          | 4位                                                          | 備考 |
| 2008                                                       | 台湾                           | ディビジョン1                     | 4                                                            | § シンガポール                                               | チャイニーズタイペイ                                         | スリランカ                                                   | ‡ 中華人民共和国                                             |      |
| 2008                                                       | タイ                           | ディビジョン2                     | 4                                                            | § タイ                                                       | マレーシア                                                   | インド                                                       | パキスタン                                                   |      |
| 2008                                                       | グアム                         | Pacific-Asia Regional Division    | 3                                                            | § フィリピン                                                 | § グアム                                                     | ブルネイ                                                     | N/A                                                          |      |
| 2008                                                       | スリランカ                     | Central Asia Regional Division    | 3                                                            | § イラン                                                     | ウズベキスタン                                               | キルギス                                                     | N/A                                                          |      |
| 2008                                                       | インドネシア                   | South-East Asia Regional Division | 3                                                            | § インドネシア                                               | ラオス                                                       | カンボジア                                                   | N/A                                                          |      |
| 2009                                                       | ドバイ                         | ディビジョン1                     | 4                                                            | § アラビアンガルフ                                           | チャイニーズタイペイ                                         | スリランカ                                                   | ‡ タイ                                                       |      |
| 2009                                                       | マレーシア                     | ディビジョン2                     | 4                                                            | § マレーシア                                                 | 中華人民共和国                                               | インド                                                       | ‡ パキスタン                                                 |      |
| 2009                                                       | フィリピン                     | ディビジョン3                     | 4                                                            | § フィリピン                                                 | グアム                                                       | イラン                                                       | インドネシア                                                 |      |
| 2009                                                       | ウズベキスタン                 | Central Asia Regional Division    | 3                                                            | § ウズベキスタン                                             | キルギス                                                     | モンゴル                                                     | N/A                                                          |      |
| 2009                                                       | ラオス                         | South East Asia Regional Division | 3                                                            | § ラオス                                                     | ブルネイ                                                     | カンボジア                                                   | N/A                                                          |      |
| 2010                                                       | シンガポール                   | ディビジョン1                     | 4                                                            | § スリランカ                                                 | シンガポール                                                 | マレーシア                                                   | ‡ チャイニーズタイペイ                                       |      |
| 2010                                                       | インド                         | ディビジョン2                     | 4                                                            | § フィリピン                                                 | インド                                                       | タイ                                                         | ‡ 中華人民共和国                                             |      |
| 2010                                                       | インドネシア                   | ディビジョン3                     | 4                                                            | § イラン                                                     | パキスタン                                                   | グアム                                                       | インドネシア                                                 |      |
| 2010                                                       | カザフスタン                   | ディビジョン4                     | 4                                                            | § ヨルダン                                                   | ウズベキスタン                                               | アルマトイ選抜                                               | モンゴル                                                     |      |
| 2011                                                       | 韓国                           | ディビジョン1                     | 4                                                            | § 韓国                                                       | シンガポール                                                 | フィリピン                                                   | ‡ マレーシア                                                 |      |
| 2011                                                       | タイ                           | ディビジョン2                     | 4                                                            | § チャイニーズタイペイ                                       | タイ                                                         | イラン                                                       | ‡ インド                                                     |      |
| 2011                                                       | インドネシア                   | ディビジョン3                     | 4                                                            | § 中華人民共和国                                             | グアム                                                       | インドネシア                                                 | パキスタン                                                   |      |
| 2011                                                       | ドバイ                         | ディビジョン4                     | 4                                                            | § カタール                                                   | レバノン                                                     | ヨルダン                                                     | ウズベキスタン                                               |      |
| 2011                                                       | 参加国各地                     | ディビジョン5                     | 2                                                            | § ラオス                                                     | カンボジア                                                   | N/A                                                          | N/A                                                          |      |
| 2012                                                       | フィリピン                     | ディビジョン1                     | 4                                                            | § フィリピン                                                 | スリランカ                                                   | チャイニーズタイペイ                                         | ‡ シンガポール                                               |      |
| 2012                                                       | マレーシア                     | ディビジョン2                     | 4                                                            | § タイ                                                       | マレーシア                                                   | イラン                                                       | ‡ 中華人民共和国                                             |      |
| 2012                                                       | インドネシア                   | ディビジョン3                     | 4                                                            | § インド                                                     | グアム                                                       | インドネシア                                                 | ‡ パキスタン                                                 |      |
| 2012                                                       | ドバイ                         | ディビジョン4                     | 4                                                            | § カタール                                                   | レバノン                                                     | ヨルダン                                                     | ウズベキスタン                                               |      |
| 2012                                                       | カンボジア                     | ディビジョン5                     | 3                                                            | § ラオス                                                     | ブルネイ                                                     | カンボジア                                                   | N/A                                                          |      |
| 2013                                                       | スリランカ                     | ディビジョン1                     | 4                                                            | § スリランカ                                                 | カザフスタン                                                 | チャイニーズタイペイ                                         | ‡ タイ                                                       |      |
| 2013                                                       | マレーシア                     | ディビジョン2                     | 4                                                            | § シンガポール                                               | マレーシア                                                   | イラン                                                       | ‡ インド                                                     |      |
| 2013                                                       | マレーシア                     | ディビジョン3                     | 4                                                            | § カタール                                                   | グアム                                                       | インドネシア                                                 | 中華人民共和国                                               |      |
| 2013                                                       | ドバイ                         | ディビジョン4                     | 4                                                            | § レバノン                                                   | パキスタン                                                   | ウズベキスタン                                               | ラオス                                                       |      |
| 2013                                                       | カンボジア                     | ディビジョン5                     | 2                                                            | § カンボジア                                                 | ブルネイ                                                     | N/A                                                          | N/A                                                          |      |
| 2014                                                       | ドバイ 香港                    | ディビジョン1                     | 4                                                            | カザフスタン · シンガポール                                  | カザフスタン · シンガポール                                  | ‡ アラブ首長国連邦 · ‡ チャイニーズタイペイ                  | ‡ アラブ首長国連邦 · ‡ チャイニーズタイペイ                  |      |
| 2014                                                       | カタール                       | ディビジョン2                     | 4                                                            | マレーシア                                                   | カタール                                                     | イラン                                                       | タイ                                                         |      |
| 2014                                                       | ラオス                         | ディビジョン3 East                | 4                                                            | 中華人民共和国                                               | グアム                                                       | インドネシア                                                 | ラオス                                                       |      |
| 2014                                                       | パキスタン                     | ディビジョン3 West                | 4                                                            | レバノン                                                     | ウズベキスタン                                               | インド                                                       | パキスタン                                                   |      |
| 2014                                                       | ブルネイ                       | ディビジョン4                     | 3                                                            | モンゴル                                                     | カンボジア                                                   | ブルネイ                                                     | N/A                                                          |      |
| アジアラグビーチャンピオンシップ・ディビジョントーナメント |                                |                                   |                                                              |                                                              |                                                              |                                                              |                                                              |      |
| 開催年                                                     | 開催地                         | ディビジョン                      | 参加数                                                       | 優勝                                                         | 準優勝                                                       | 3位                                                          | 4位                                                          | 備考 |
| 2015                                                       | フィリピン                     | ディビジョン1                     | 4                                                            | スリランカ                                                   | フィリピン                                                   | カザフスタン                                                 | ‡ シンガポール                                               |      |
| 2015                                                       | マレーシア                     | ディビジョン2                     | 4                                                            | § マレーシア                                                 | アラブ首長国連邦                                             | ‡ チャイニーズタイペイ                                       | ‡ タイ                                                       |      |
| 2015                                                       | インドネシア                   | ディビジョン3 East                | 3                                                            | § グアム                                                     | 中華人民共和国                                               | インドネシア                                                 | N/A                                                          |      |
| 2015                                                       | ウズベキスタン                 | ディビジョン3 South Central       | 2                                                            | § ウズベキスタン                                             | インド                                                       | N/A                                                          | N/A                                                          |      |
| 2015                                                       | レバノン                       | ディビジョン3 West                | 3                                                            | レバノン                                                     | イラン                                                       | ヨルダン                                                     | N/A                                                          |      |
| 2016                                                       | マレーシア                     | ディビジョン1                     | 4                                                            | マレーシア                                                   | スリランカ                                                   | フィリピン                                                   | ‡ シンガポール                                               |      |
| 2016                                                       | ウズベキスタン                 | ディビジョン2                     | 4                                                            | § アラブ首長国連邦                                           | タイ                                                         | グアム                                                       | ‡ ウズベキスタン                                             |      |
| 2016                                                       | タイ                           | ディビジョン3 East                | 2                                                            | ラオス                                                       | インドネシア                                                 | N/A                                                          | N/A                                                          |      |
| 2016                                                       | カタール                       | ディビジョン3 West Central        | 3                                                            | カタール                                                     | レバノン                                                     | イラン                                                       | N/A                                                          |      |
| 2016                                                       | ヨルダン                       | ディビジョン3 West                | 3                                                            | ヨルダン                                                     | UAEシャヒーン                                                | サウジアラビア                                               | N/A                                                          |      |
| 2017                                                       | マレーシア                     | ディビジョン1                     | 4                                                            | § マレーシア                                                 | スリランカ                                                   | フィリピン                                                   | アラブ首長国連邦                                             |      |
| 2017                                                       | 台湾                           | ディビジョン2                     | 4                                                            | § シンガポール                                               | タイ                                                         | チャイニーズタイペイ                                         | インド                                                       |      |
| 2017                                                       | ウズベキスタン                 | ディビジョン3 West                | 3                                                            | レバノン                                                     | ウズベキスタン                                               | イラン                                                       | N/A                                                          |      |
| 2018                                                       | フィリピン                     | ディビジョン1                     | 2                                                            | フィリピン                                                   | シンガポール                                                 | N/A                                                          | N/A                                                          |      |
| 2018                                                       | タイ                           | ディビジョン2                     | 3                                                            | § チャイニーズタイペイ                                       | タイ                                                         | インド                                                       | N/A                                                          |      |
| 2018                                                       | ブルネイ                       | ディビジョン3 East                | 3                                                            | グアム                                                       | 中華人民共和国                                               | ブルネイ                                                     | N/A                                                          |      |
| 2018                                                       | カザフスタン                   | ディビジョン3 Central             | 4                                                            | カザフスタン                                                 | パキスタン                                                   | モンゴル                                                     | キルギス                                                     |      |
| 2018                                                       | レバノン                       | ディビジョン3 West                | 4                                                            | レバノン                                                     | イラン                                                       | カタール                                                     | ヨルダン                                                     |      |
| 2019                                                       | 台湾                           | ディビジョン1                     | 4                                                            | フィリピン                                                   | シンガポール                                                 | スリランカ                                                   | チャイニーズタイペイ                                         |      |
| 2019                                                       | タイ                           | ディビジョン2                     | 4                                                            | アラブ首長国連邦                                             | タイ                                                         | カザフスタン                                                 | ‡ グアム                                                     |      |
| 2019                                                       | ブルネイ                       | ディビジョン3 East                | 3                                                            | ブルネイ                                                     | ラオス                                                       | モンゴル                                                     | N/A                                                          |      |
| 2019                                                       | インドネシア                   | ディビジョン3 East South          | 3                                                            | 中華人民共和国                                               | インド                                                       | インドネシア                                                 | N/A                                                          |      |
| 2019                                                       | パキスタン                     | ディビジョン3 Central             | 2                                                            | パキスタン                                                   | ウズベキスタン                                               | N/A                                                          | N/A                                                          |      |
| 2019                                                       | カタール                       | ディビジョン3 West                | 3                                                            | カタール                                                     | レバノン                                                     | ヨルダン                                                     | N/A                                                          |      |
| 2022                                                       | N/A                            | ディビジョン1                     | 新型コロナウイルス感染症の世界的流行による制限で、開催せず。 | 新型コロナウイルス感染症の世界的流行による制限で、開催せず。 | 新型コロナウイルス感染症の世界的流行による制限で、開催せず。 | 新型コロナウイルス感染症の世界的流行による制限で、開催せず。 | 新型コロナウイルス感染症の世界的流行による制限で、開催せず。 |      |
| 2022                                                       | パキスタン                     | ディビジョン2                     | 2                                                            | パキスタン                                                   | タイ                                                         | N/A                                                          | N/A                                                          |      |
| 2022                                                       | キルギスタン                   | ディビジョン3 Central             | 4                                                            | カザフスタン                                                 | ウズベキスタン                                               | モンゴル                                                     | キルギス                                                     |      |
| 2022                                                       | UAE                            | ディビジョン3 West                | 2                                                            | カタール                                                     | イラン                                                       | N/A                                                          | N/A                                                          |      |
| 2022                                                       | インド                         | ディビジョン3 South               | 3                                                            | インド                                                       | バングラデシュ                                               | ネパール                                                     | N/A                                                          |      |
| 2023                                                       | パキスタン                     | ディビジョン1                     | 2                                                            | アラブ首長国連邦                                             | パキスタン                                                   | N/A                                                          | N/A                                                          |      |
| 2023                                                       | カタール                       | ディビジョン2                     | 3                                                            | カタール                                                     | カザフスタン                                                 | インド                                                       | N/A                                                          |      |
| 2024                                                       | スリランカ                     | ディビジョン1                     | 4                                                            | スリランカ                                                   | カザフスタン                                                 | カタール                                                     | インド                                                       |      |
| 2025                                                       | 下位ディビジョンは無くなった。 | 下位ディビジョンは無くなった。    | 下位ディビジョンは無くなった。                               | 下位ディビジョンは無くなった。                               | 下位ディビジョンは無くなった。                               | 下位ディビジョンは無くなった。                               | 下位ディビジョンは無くなった。                               |      |

ノート:
^‡ 下部トーナメントへ降格
^§ 昇格もしくは昇格をかけた入れ替え戦に進出